# سينجي
سينجي، (بالإنجليزية: Seneghe)‏، (سردينيا: Séneghe) هي بلدية، في مقاطعة أوريستانو في المنطقة الإيطالية سردينيا، وتقع على بعد حوالي 110 كيلومترا (68 ميل) شمال غرب كالياري، وحوالي 20 كيلومترا (12 ميل) إلى الشمال من أوريستانو. في 31 ديسمبر 2004، كان عدد سكانها 1944 وتبلغ مساحتها 57.8 كيلومتر مربع (22.3 ميل مربع). 

## السكان
في سنة 1861 بلغ عدد السكان 2٬237 نسمة، وتطور العدد ليصل في سنة 2011 لـ 1٬847 نسمة.
يظهر هذا المخطط البياني تطور النمو السكاني لـ سينجي